# Claudette Schreuders
Claudette Schreuders (sinh ngày 6 tháng 2 năm 1973) là một nhà điêu khắc và họa sĩ người Nam Phi hoạt động tại Cape Town, Nam Phi. Cô được biết đến chủ yếu với các bức tượng gỗ được chạm khắc và sơn, đã được trưng bày độc lập và quốc tế trong các phòng trưng bày và bảo tàng quốc tế tại Nhật Bản, Slovakia, Anh, Mỹ, Kenya, Hà Lan và Nam Phi. Cô là nghệ sĩ Nam Phi đầu tiên có một tác phẩm điêu khắc được MET mua lại. Schreuders là người vào chung kết cho cả Giải thưởng Daimler Chrysler (Nam Phi) lẫn Giải thưởng nghệ thuật FNB Vita (Nam Phi), là phiên bản Giải thưởng Turner của nước Nam Phi.

## Tuổi thơ và giáo dục
Schreuders được sinh ra ở Pretoria (Tshwane), tỉnh Gauteng, Nam Phi vào ngày 6 tháng 2 năm 1973. Cô là người Nam Phi thế hệ đầu tiên sinh ra từ cha mẹ Hà Lan. Thời niên thiếu của Schreuders là trong giai đoạn dẫn đến sự kết thúc của chế độ apartheid vào năm 1994.
Cô học tại trường trung học Linden ở Johannesburg và tốt nghiệp năm 1990. Schreuders theo học Đại học Stellenbosch, nơi cô tốt nghiệp Cử nhân Mỹ thuật năm 1994, sau đó cô theo học Trường Mỹ thuật Michaelis tại Đại học Cape Town để lấy bằng Thạc sĩ Mỹ thuật (1997).

## Nghề nghiệp
Schreuders bắt đầu triển lãm tác phẩm của mình vào năm 1998, với một chương trình có tên Family Tree. Những tác phẩm đầu tiên của cô là Burnt by the Sun (2001), Crying in Public (2002), The Long Day (2004) và The Fall (2007). Cô bắt đầu tập trung với nghề chạm khắc gỗ nhưng sau đó đã mở rộng để sản xuất các tác phẩm điêu khắc bằng đồng, in thạch bản, khắc và vẽ tranh.
Tác phẩm của cô đã được trưng bày trong Bảo tàng Nghệ thuật Hiện đại, Bảo tàng Nghệ thuật Metropolitan, Bảo tàng Nghệ thuật Châu Phi tại Viện Smithsonian, Trung tâm Hòa bình Nobel, Bảo tàng Anh và Bảo tàng Fowler tại Đại học California, Los Angeles.
Tác phẩm của cô đã được trưng bày với các nghệ sĩ quan trọng khác như Alberto Giacometti, Roy Lichtenstein, Cindy Sherman, Louise Bourgeois và John Waters.